# Station Momoyama-Goryo-mae
Station Momoyama-Goryō-mae (桃山御陵前駅, Momoyamagoryōmae-eki) is een spoorwegstation in de wijk Fushimi-ku in de Japanse stad  Kyoto. Het wordt aangedaan door de Kioto-lijn. Het station heeft twee sporen, gelegen aan twee zijperrons. Het station bevindt zich naast het station Tambabashi, waar het door middel van een loopbrug mee verbonden is.

## Treindienst

### Kintetsu
| 1 | ■ Kioto-lijn | richting Kintetsu Tambabashi, Shin-Tanabe en Yamato-Saidaiji |
| 2 | ■ Kioto-lijn | richting Takeda en Kioto                                     |

## Geschiedenis
Het station werd in 1928 geopend.

## Overig openbaar vervoer
Bussen 3, 8, 19, 20, 22 en bussen van Keihan.

## Stationsomgeving
- Station Fushimi-Momoyama aan de Keihan-lijn
- Graf van keizer Kammu
- Otesuji-winkelpromenade:
  - 7-Eleven
  - McDonald's
  - Kentucky Fried Chicken
  - MOS Burger
  - Daily Yamazaki
- Nogi-schrijn (schrijn ter ere van generaal Maresuke Nogi)
- Gogō-no-miya-schrijn
- Fushimi-Momoyama-park
- Stadsdeelkantoor van Fushimi-ku
- Kizakura Kappa Country (themapark)
- Genkū-tempel
- Matsumoto-brouwerij
- Autoweg 24

Kyoto · Tōji · Jūjō · Kamitobaguchi · Takeda · Fushimi · Kintetsu Tambabashi · Momoyama-Goryō-mae · Mukaijima · Ogura · Iseda · Ōkubo · Kutsukawa · Terada · Tonoshō · Shin-Tanabe · Kōdo · Miyamaki · Kintetsu Miyazu · Komada · Shin-Hōsono · Kizugawadai · Yamadagawa · Takanohara · Heijō · Yamato-Saidaiji (>> Nara-lijn · Kashihara-lijn)